# Metaphycus farfani
Metaphycus farfani är en stekelart som beskrevs av Svetlana N. Myartseva 2003. Metaphycus farfani ingår i släktet Metaphycus och familjen sköldlussteklar. Inga underarter finns listade i Catalogue of Life.